# Ivan Yates
Ivan Yates (né le 23 octobre 1959) est un homme de médias, homme d'affaires et homme politique irlandais. Il est Teachta Dála Fine Gael pour la circonscription de Wexford de 1981 à 2002. Il est également ministre de l'Agriculture, de l'Alimentation et des Forêts de 1994 à 1997.

## Jeunesse
Yates est né à Enniscorthy, dans le comté de Wexford. Il fait ses études à l'école Aravon, Bray ; Collège de l'Église d'Irlande St. Columba à Rathfarnham, Dublin ; et Gurteen College, comté de Tipperary.

## Carrière politique
Lorsqu'il est élu pour la première fois en 1981, Yates est le plus jeune membre du 22e Dáil et est également le cinquième plus jeune membre du Dáil Éireann à l'âge de 21 ans. Il s'implique dans la politique locale lorsqu'il devient membre du conseil du comté de Wexford, jusqu'en 1995, puis de 1999 à 2004. Il rejoint le banc avant du Fine Gael en 1988 et est nommé ministre de l'Agriculture, de l'Alimentation et des Forêts lorsque le parti arrive au pouvoir en 1994.
Yates supervise une période particulièrement difficile pour l'agriculture irlandaise. Les agriculteurs voient les prix qu’ils reçoivent pour leurs produits chuter ; il arrête les exportations d'animaux vivants en réponse à la controverse sur la cruauté dans le transport maritime et attaque l'Union vétérinaire irlandaise au sujet du programme d'éradication de la tuberculose. Il doit également faire face à une forte augmentation du nombre de cas d'ESB en 1996 et à l'interdiction consécutive du bœuf irlandais par la Russie. Lorsque John Bruton démissionne de son poste de chef du Fine Gael en janvier 2001, de nombreuses spéculations circulent selon lesquelles Yates serait un prétendant au poste vacant. Au lieu de cela, il annonce à ses collègues qu'il quitte la politique à plein temps pour se concentrer sur ses activités familiales et commerciales et qu'il ne se présenterait pas aux élections générales suivantes.

## Carrière dans les Affaires
Yates est président et directeur général de Celtic Bookmakers, une chaîne irlandaise de Bookmaker, et étend l'entreprise de sa base de Wexford à une chaîne de 64 magasins à travers le pays à son apogée. Le 4 janvier 2011, la société est mise en redressement judiciaire.
Il dirige un groupe de bookmakers dans un procès contre le British Horseracing Board (BHB) concernant les frais de licence pour accéder à une base de données d'informations sur les courses en 2005. Le problème est résolu devant la Haute Cour avec la résiliation du contrat de licence du BHB et le paiement de 300 000 € aux bookmakers, qui auraient eu accès à l'ancienne base de données du BHB jusqu'au 9 janvier 2006.
En 2011, il qualifie le processus de faillite irlandais de « purgatoire » et annonce publiquement qu'il envisage de déménager au Royaume-Uni pour profiter du processus de faillite britannique.
Le 21 août 2012, la Haute Cour de Dublin rejette une tentative d'Allied Irish Banks visant à le faire déclarer en faillite.
En septembre 2013, il est libéré de sa faillite, après avoir rempli les conditions fixées par le tribunal du comté de Swansea, où il a déposé sa demande d'insolvabilité personnelle le 24 août 2012,.

## Présence médiatique
Yates co-présente l'émission matinale Newstalk à partir de 2009, d'abord avec Claire Byrne puis avec Chris Donoghue. Le 23 mars 2012, il annonce quitter la station et sa chronique dans l'Irish Examiner à compter du 6 avril 2012, pour se concentrer sur ses affaires personnelles. Il présente aussi Tonight avec Vincent Browne sur TV3 au cours de l'été 2011.
Il revient à Newstalk en septembre 2013, co-présentant à nouveau l'émission matinale avec Chris Donoghue.
Yates co-anime The Tonight Show sur TV3 et présente The Hard Shoulder sur Newstalk jusqu'à sa retraite de la radiodiffusion en juillet 2020. Kieran Cuddihy remplace Yates en tant que présentateur de The Hard Shoulder en septembre 2020.